# ماريا باز فيراري
ماريا باز فيراري (بالإسبانية: María Paz Ferrari) هي لاعب هوكي الحقل أرجنتينية، ولدت في 12 سبتمبر 1973 في San Fernando, Buenos Aires ‏ في الأرجنتين.

## وصلات خارجية
- ماريا باز فيراري على موقع الاتحاد الدولي للهوكي (الإنجليزية)
- ماريا باز فيراري على موقع اللجنة الأولمبية الدولية (الإنجليزية)
- ماريا باز فيراري على موقع أوليمبيديا (الإنجليزية)